# Richard Evans (Musiker)
Richard Lee Cowan Evans (* 30. Dezember 1932 in Birmingham (Alabama); † 5. Oktober 2014 in Natick) war ein US-amerikanischer Jazz-Bassist, der unter anderem als Komponist, Arrangeur, Produzent und Orchesterleiter in der Rhythm-&-Blues- und Soul-Jazz-Szene Chicagos der 1960er- und 70er-Jahre aktiv war.

## Leben und Wirken
Evans spielte Mitte der 1950er-Jahre kurz bei Sun Ra, zu hören auf den Alben The Cosmic Rays With Sun Ra and Arkestra (1955) und Jazz by Sun Ra (1956). Nach Stationen bei Maynard Ferguson, Eddie Chamblee und Ernie Wilkins (1957) war er ab 1959 Sessionmusiker bei Argo Records und wirkte bei Plattenaufnahmen u. a. von Osborne Smith, Milt Buckner, Don Goldie, Buddy Rich (Playtime, 1960), Dodo Marmarosa (Dodo's Back!, 1961) und Eldee Young mit. Ferner arbeitete er in dieser Zeit mit Eddie Higgins, Bill Henderson und Paul Winter. 1959 nahm er für Argo sein Debütalbum Richard’s Almanac auf, mit Jack Wilson (Piano) und Robert Barry (Schlagzeug).
In den 1960er- und frühen 70er-Jahren war Evans vor allem als Produzent und Arrangeur für das von Argo in Cadet Records umbenannte Label tätig; dabei arbeitete er u. a. mit Kenny Burrell (Have Yourself a Soulful Little Christmas, 1966), Groove Holmes, Harold Land (The Peace-Maker, 1968), Ramsey Lewis, Marlena Shaw („Woman of the Ghetto“ und „Liberation Conversation“), Ray Bryant, Stan Getz (What The World Needs Now, 1967), Jack McDuff, Frank D'Rone, Woody Herman and His Orchestra (Light My Fire, 1968) und Dorothy Ashby („The Moving Finger“). In dieser Zeit leitete er außerdem die Formation The Soulful Strings, mit der er mehrere Alben einspielte. In den 1970er- und 1980er-Jahren fungierte er als Begleitmusiker und Arrangeur für Jimmy McGriff, Sonny Stitt, Oscar Brown, Jr., Shirley Scott, James Moody, Natalie Cole, Peabo Bryson, Eddie Harris und Ahmad Jamal. Evans unterrichtete über zwanzig Jahre am Berklee College of Music in Boston. Im Bereich des Jazz war er als Musiker, Arrangeur oder Orchesterleiter zwischen 1955 und 2015 an circa 120 Aufnahmesessions beteiligt, u. a. mit Kimiko Kasai, Diane Schuur und 1993 noch mit Yasuko Agawa.

## Diskographische Hinweise
- Home Cookin’ (Argo, 1960), mit Jack Wilson, James Slaughter
- Groovin' with The Soulful Strings (Cadet, 1967), u. a. mit Bunky Green, Phil Upchurch
- The Soulful Strings Play Gamble-Huff (Cadet, 1970)
- Dealing with Hard Times (Atlantic Records, 1972), u. a. mit Bob Crowder, Phil Upchurch, Odell Brown, Paul Serrano, Billy Wooten
- Richard Evans (Horizon Records & Tapes, 1979)